# Nova Guarita
Nova Guarita – miasto i gmina w Brazylii, w stanie Mato Grosso.